# سلسلة راليك

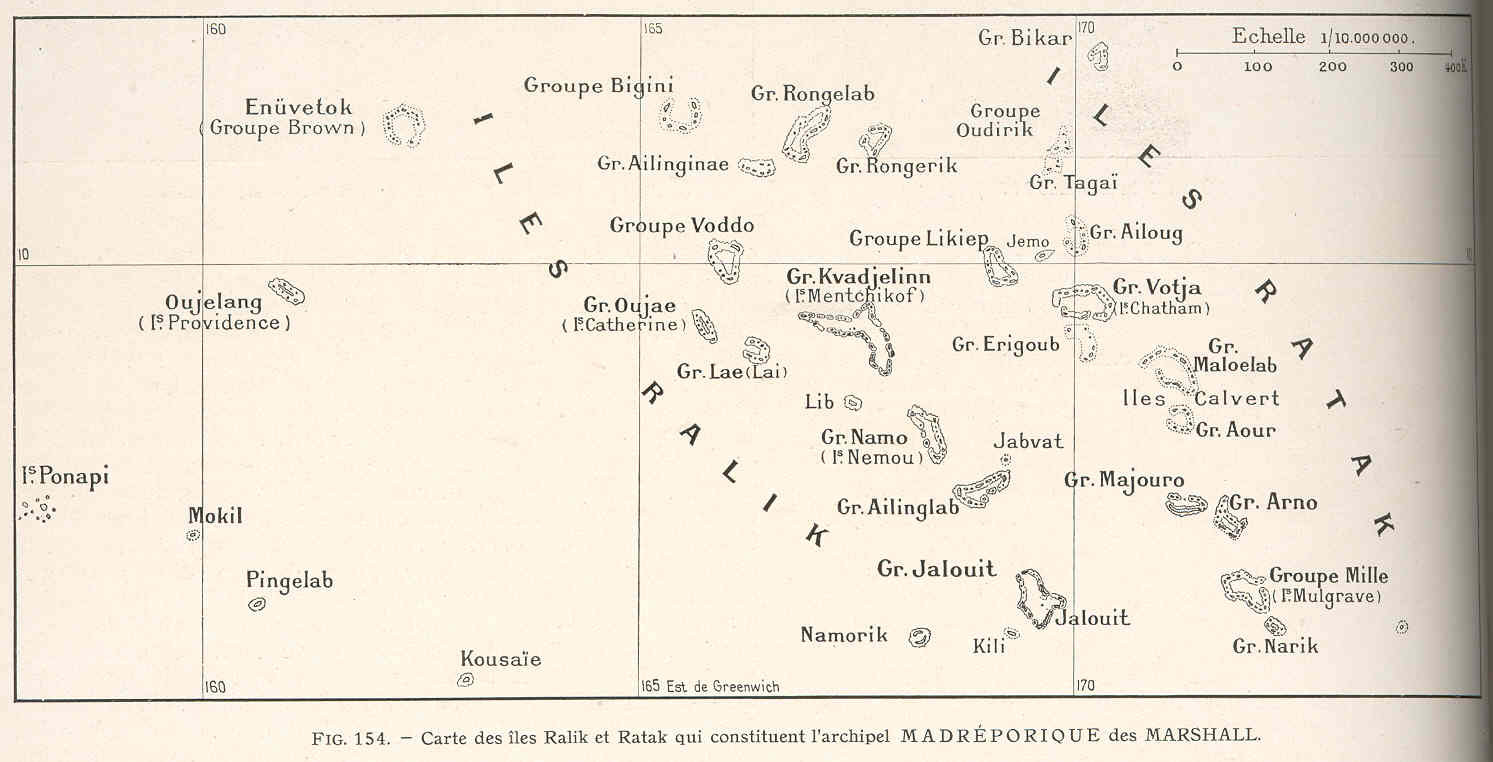
خريطة سلسلة راليك في جزر مارشال

سلسلة راليك (مارشالية: Rālik) (لَفظ: rˠæːlʲik) هي سلسلة من الجزر داخل الدولة الجزرية لجزر مارشال. راليك تعني «غروب الشمس». تقع غرب سلسلة راتاك. كان كريستوفر لويك الذي أصبح رئيسًا لجزر مارشال في عام 2012، كان سابقًا وزيرًا لسلسلة راليك.

## اللغة
سلسلة راليك هي موطن لهجة راليك (أو اللهجة الغربية) للغة مارشال. إنه مفهوم بشكل متبادل مع لهجة راتاك (أو اللهجة الشرقية) الموجودة في سلسلة راتاك. تختلف اللهجتان بشكل رئيسي في المعجم وفي بعض ردود الفعل الصوتية المنتظمة.